# Gasim bey Hajibababeyov
Gasim bey Hajibababeyov (en azerí: Qasım bəy Hacıbababəyov) fue arquitecto de Azerbaiyán del siglo XIX, que jugó un papel importante en la formación del centro de Bakú.

## Biografía
Gasim bey Hajibababeyov nació en Şamaxı en 1811. Desde 1848 hasta 1856 trabajó como asistente del arquitecto de Şamaxı, en 1856 el arquitecto de esta ciudad. En 1858 construyó el edificio del teatro en Şamaxı. Desde 1960 hasta 1968 fue el principal arquitecto de Bakú. El arquitecto fue galardonado con la Orden de Santa Ana.
Gasim bey Hajibababeyov murió en 1874 en Şamaxı.